# ヤコポ・デル・カセンティーノ

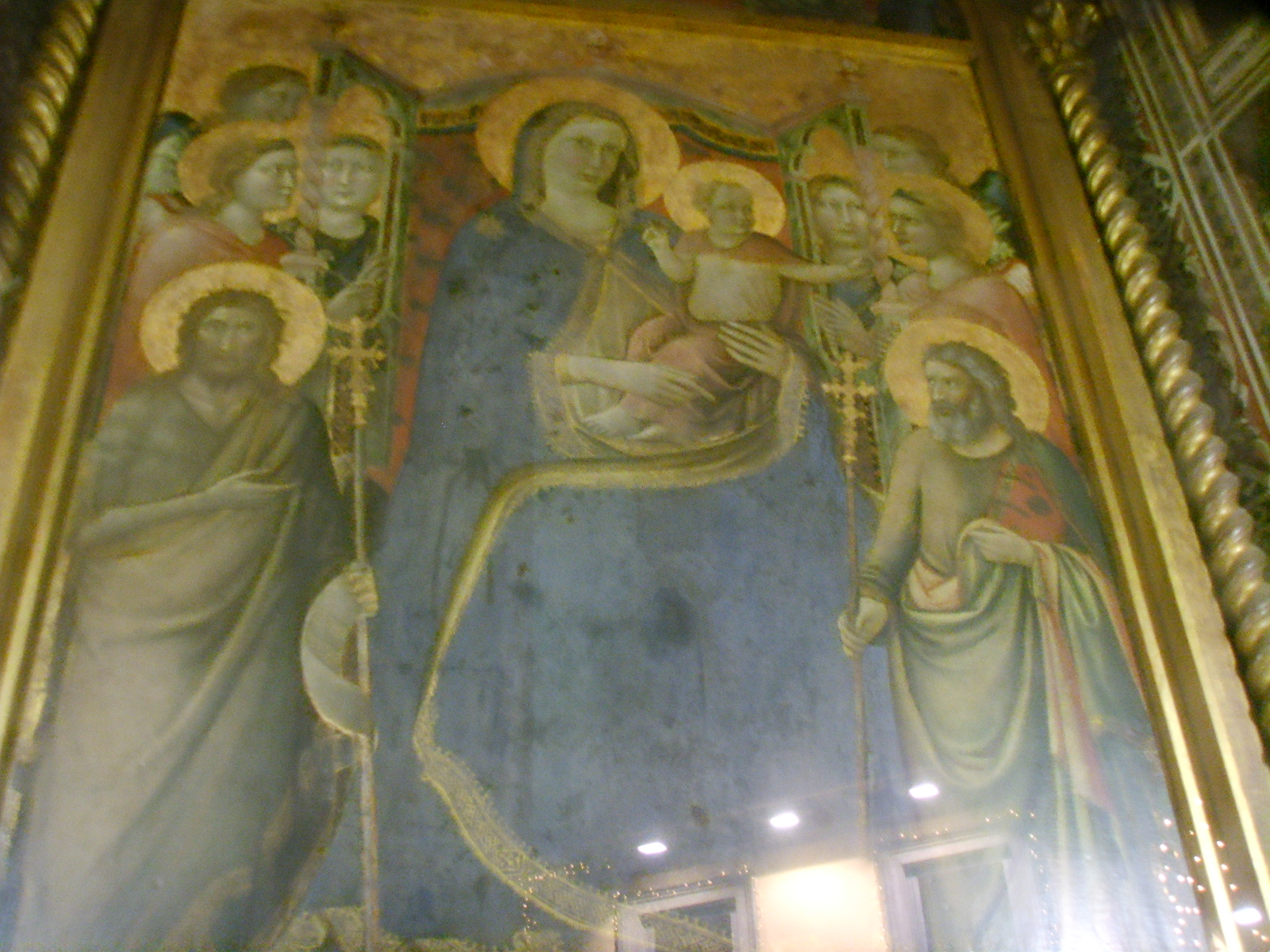
ヤコポ・デル・カセンティーノ『聖母子』、Tabernacolo di Santa Maria della Tromba

ヤコポ・デル・カセンティーノ（Jacopo del Casentino, 1330年頃 - 1380年）はイタリアの画家。ヤコポ・ランディーノ（Jacopo Landino）、ヤコポ・デル・ランディーニ（Jacopo del Landini）あるいはダ・プラート・ヴェッキオ（da Prato Vecchio）と呼ばれることもある。主にトスカーナで活躍した。

## 生涯
カセンティーノはアレッツォで、タッデオ・ガッディの弟子となり、ガッディについてフィレンツェに行った。フィレンツェには1354年までいて、それからアレッツォに戻った。そこで多数のフレスコ画を描いたが、現在ではそれらは失われている。
16世紀の伝記作家、ジョルジョ・ヴァザーリはスピネロ・アレティーノ（Spinello Aretino）はデル・カセンティーノの弟子であったとしている。
盲目の作曲家フランチェスコ・ランディーニは息子にあたる。

## 作品

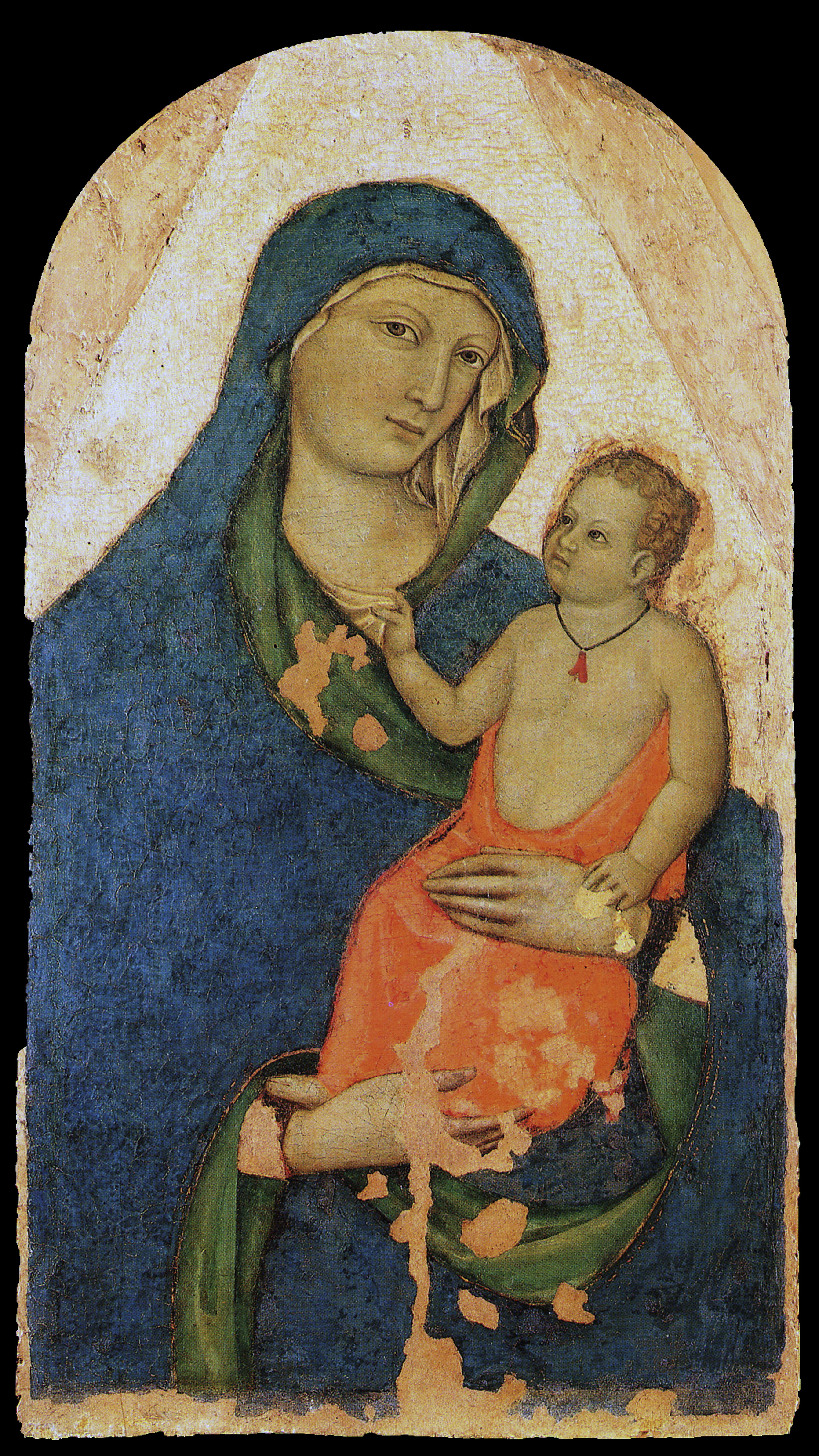
聖母子 Museo di San Casciano 蔵
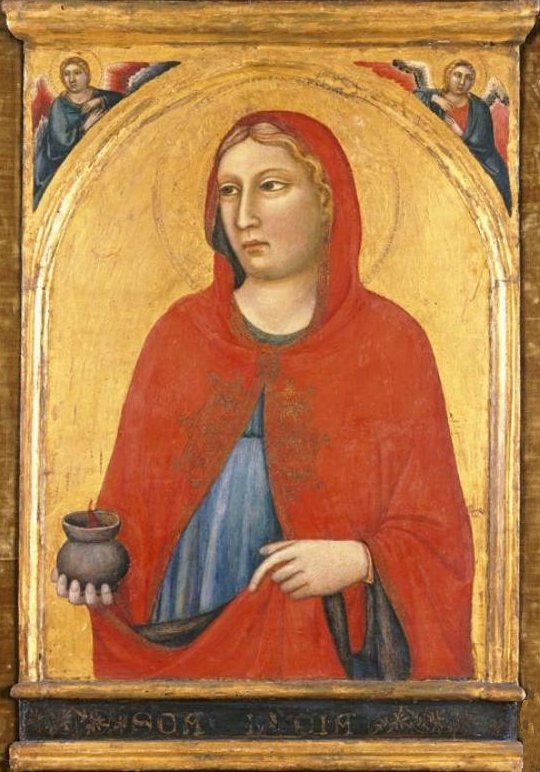
シラクサのルチア
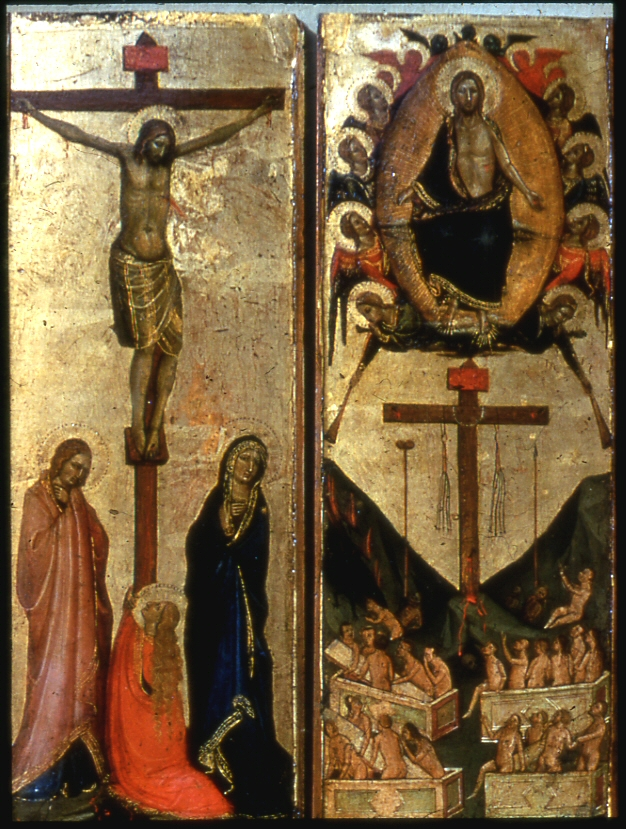